# Adansi West
Adansi West – dawny dystrykt w regionie Ashanti w Ghanie. W wyniku reformy administracyjnej 17 lutego 2004 zmienił nazwę na  Obuasi i status z dystryktu zwykłego na okręg miejski.